# استراهینچا پاولوویچ
استراهینچا پاولوویچ (انگلیسی: Strahinja Pavlović؛ زادهٔ ۲۴ مهٔ ۲۰۰۱) بازیکن فوتبال اهل صربستان است که برای باشگاه آ.ث. میلان بازی می‌کند.